# Мазанец, Гвидо
Гви́до Ма́занец (нем. Guido Masanetz; 17 мая 1914, Фридек-Мистек, Австро-Венгрия, ныне Чехия — 5 ноября 2015, Берлин) — немецкий композитор и дирижёр.

## Биография
В 1939—1948 годах дирижёр различных театров в Брюнне (ныне Брно), Циттау и Берлине. В 1951—1953 гг. руководитель Ансамбля народного искусства ГДР (нем. Staatlichen Volkskunstensembles der DDR). Главным образом известен как автор мюзиклов и оперетт. Писал также музыку к кинофильмам.

## Сочинения
- оперетта «Барбара» / Barbara (1939)
- оперетта «Путешествие в Будапешт» / Die Reise nach Budapest (1942)
- оперетта «Инструктор должен жениться» / Wer braucht Geld? (1959, Лейпциг)
- оперетта «В Сан-Франциско началось столпотворение» / In Frisco ist der Teufel los (1962, Берлин)
- оперетта «Мой прекрасный Бенджамино» / Mein schöner Benjamino (1963, Берлин)

## Награды
- 1979 — Национальная премия ГДР;
- 1989 — Орден «За заслуги перед Отечеством» (ГДР) (серебро).